# L'Impossible Mariage
Pour plus de détails, voir Fiche technique et Distribution.
L'Impossible Mariage (Marriage for Convenience) est un film muet américain, réalisé par Sidney Olcott en 1918 pour Frank A. Keeney Pictures Corp, avec Catherine Calvert et Ann May dans les rôles principaux, sorti aux États-Unis en 1919.

## Fiche technique
- Réalisation : Sidney Olcott
- Scénario : Bennett Musson d'après une histoire d'E. Lloyd Sheldon
- Chef-opérateur : Lawrence William
- Production : Frank A. Keeney pour Frank A. Keeney Pictures Corp
- Distribution : William L. Sherry Service, General Film Co
- Longueur : 5 bobines
- Dates de sortie :
  -  États-Unis : 3 février 1919 (New York)
  -  France : 23 janvier 1920 (Paris)

## Distribution
- Catherine Calvert : Natalie Rand
- Ann May : Barbara Rand
- George Majeroni : Olivier Landis
- Henry Sendley : Howard Pollard
- Blanche Davenport : Mme Raleigh Rand
- Edmund Burns (crédité Edward Burns) : Ned Gardiner
- Sadie Leonard : Mme Daniel Chester
- George Pauncefort : Dick Stanton
- Cesare Gravina : Lazzare
- Edward Slow : le serviteur noir

## Anecdotes
Le film a été tourné aux studios Keeney, 308 Est 48e Rue, à New York.
Une copie est conservée à la Bibliothèque du Congrès à Washington DC.